# استودیو گرین
استودیو گرین (انگلیسی: Studio Green) شرکت فیلم‌سازی هندی است، که در سال ۲۰۰۵ تأسیس شد.